# Philipp Oswald
Philipp Oswald (Feldkirch, 23 de janeiro de 1986) é um tenista profissional austríaco.

## ATP finais

### Duplas: 5 (3 títulos, 2 vice)
| Legenda                           |
| --------------------------------- |
| Grand Slam (0–0)                  |
| ATP World Tour Finais (0–0)       |
| ATP World Tour Masters 1000 (0–0) |
| ATP World Tour 500 Series (1–0)   |
| ATP World Tour 250 Series (2–2)   |

| Finais por Piso |
| --------------- |
| Duro (0–1)      |
| Saibro (3–1)    |
| Grama (0–0)     |
| Carpete (0–0)   |

| Posição | N. | Data              | Torneio                                | Piso       | Parceiro               | Oponentes                          | Placar            |
| ------- | -- | ----------------- | -------------------------------------- | ---------- | ---------------------- | ---------------------------------- | ----------------- |
| Campeão | 1. | 2 Março 2014      | Brasil Open, São Paulo, Brasil         | Saibro (i) | Guillermo García-López | Juan Sebastián Cabal Robert Farah  | 5–7, 6–4, [15–13] |
| Campeão | 2. | 24 Maio 2014      | Open de Nice Côte d'Azur, Nice, França | Saibro     | Martin Kližan          | Rohan Bopanna Aisam-ul-Haq Qureshi | 6-2, 6-0          |
| Vice    | 1. | 13 Julho 2014     | MercedesCup, Stuttgart, Alemanha       | Saibro     | Guillermo García-López | Mateusz Kowalczyk Artem Sitak      | 6-2, 1-6, [7-10]  |
| Vice    | 2. | 9 Janeiro 2015    | Qatar Open, Doha, Qatar                | Duro       | Julian Knowle          | Juan Mónaco Rafael Nadal           | 3-6, 4-6          |
| Campeão | 3. | 21 Fevereiro 2015 | Rio Open, Rio de Janeiro, Brasil       | Saibro     | Martin Kližan          | Pablo Andújar Oliver Marach        | 7–6(7–3), 6–4     |